# Сариколь (Отирарський район)
Сарико́ль (каз. Сарыкөл) — село у складі Отирарського району Туркестанської області Казахстану. Входить до складу Талаптинського сільського округу.
Населення — 402 особи (2021; 443 у 2009, 281 у 1999, 352 у 1989).